# تطبيق Avaz
آفاز (تعني "الصوت" بالفارسية) هو أداة من أدوات التواصل المعزز والبديل، ويُعد من أبرز الابتكارات في هذا المجال كونه أول تدخل ناجح من نوعه في الهند. يُعتبر نسخة إلكترونية من بطاقات نظام تبادل الصور للتواصل، ويُستخدم بشكل أساسي مع الأطفال المصابين بـاضطرابات طيف التوحد، والشلل الدماغي، ومتلازمة أنجلمان، ومتلازمة داون، وغيرها من الإعاقات غير اللفظية. اخترع آفاز المهندس أجيت نارايانان، وهو ابتكار أُدرج بسببه ضمن قائمة TR35 لمعهد ماساتشوستس للتقنية لعام 2011.
مراجع
1. ↑  "TR35: Ajit Narayanan, 29". Technology Review. Massachusetts Institute of Technology. 2011. مؤرشف من الأصل في 2012-01-11. اطلع عليه بتاريخ 2013-05-15.